# 小行星3447
小行星3447（英語：3447 Burckhalter）是一颗围绕太阳公转的小行星。1956年9月29日，印第安纳大学在摩根县发现了此天体。
这颗小行星的绝对星等为164.18365等。